# 1958年の映画
1958年の映画（1958ねんのえいが）では、1958年（昭和33年）の映画分野の動向についてまとめる。
1957年の映画 - 1958年の映画 - 1959年の映画

## 出来事

### 世界
- 1月22日 - 第2回ニューヨーク日本映画見本市が31日まで開かれる[1]。
- 1月29日 - フランス、ルイ・マル監督、『死刑台のエレベーター』でデビュー[2][3]。
- 3月 - 第15回ゴールデングローブ賞で五所平之助監督『黄色いからす』が外国語映画賞受賞[4][5]。
- 3月26日 - 米国、第30回アカデミー賞で女優・ナンシー梅木が『サヨナラ』（ジョシュア・ローガン監督）で助演女優賞受賞[6]。東洋人俳優初、米・英人以外の助演女優賞受賞も初という偉業[6]。
- 4月4日 - 米国、女優ラナ・ターナーの娘（14歳）がラナ・ターナーの愛人を刺殺、ハリウッドの腐敗が問題となる[2][7]。
- 4月16日 - ブラジル・サンパウロに東宝南米有限会社設立[8]。
- 4月22日 - 第5回アジア映画祭がフィリピン・マニラで開催（26日まで）[8]。
- 5月7日 - 米国、アーサー・ペン監督、『左きゝの拳銃』でデビュー[2][9][注 1]。
- 7月 - 第8回ベルリン国際映画祭で『純愛物語』が監督賞（今井正）受賞[4]。
- 7月 - チェコスロバキアの第11回カルロヴィ・ヴァリ国際映画祭で家城巳代治監督『異母兄弟』[10]がグランプリ受賞[11][12][注 2]。
- 7月27日 - 第9回ベニス国際記録映画祭で東京シネマ『ミクロの世界』が最優秀科学映画賞受賞[12][13]。
- 7月27日 - 香港に東宝影業有限公司を設立[13]。
- 9月 - アイルランドのコーク国際映画祭（英語版）で『楢山節考』の高橋貞二が主演男優賞受賞[12]。
- 9月 - 第19回ベニス国際映画祭で稲垣浩監督『無法松の一生』がグランプリ受賞[12][14][4][13]。
- 10月 - ロンドン映画祭で小津安二郎監督『東京物語』がサザーランド杯受賞[12]。
- 10月3日 - ポーランド、アンジェイ・ワイダ監督、『灰とダイヤモンド』公開[2][15]。
- 11月15日 - 米国、俳優タイロン・パワー（44歳）死去[2][16]。

### 日本
- 1月
  - 1月3日 - 『任侠東海道』 / 『娘十八御意見無用』公開[17]、ヒット[18]。
  - 1月28日 - 今井正監督、第31回キネマ旬報日本映画監督賞受賞[18]。今井正監督の作品『米』、『純愛物語』が同ベストテンの1位2位を占める[18]。
  - 1月29日 - 東映、スタンダード版の『母つばめ』を公開[18]。この作品以降は全作品がワイド化[18]。
- 2月
  - 2月1日
    - 東京宝塚劇場・日比谷スカラ座・東宝演芸場火災[4][19][1]。2月7日、殉職者3名の合同慰霊祭開かれる[1]。
    - 第12回毎日映画コンクールで『米』が日本映画大賞、今井正が監督賞[20]。

  - 2月10日 - 全国興行生活衛生同業組合連合会（全興連）創立[8][注 3]。
  - 2月11日 - 第8回ブルーリボン賞でマキノ光雄（多田光次郎）が企画賞、『米』が作品賞、今井正が監督賞[20]。
- 3月
  - 3月18日 - 東映スコープ1周年記念映画『丹下左膳』（松田定次監督）ほか封切り、ヒット[18]。
  - 3月19日 - 東京・新宿東映劇場・新宿東映地下劇場、新築オープン[20]。
  - 3月29日 - 東京宝塚劇場、火災からの修復が完了し、リニューアル・オープン[8]。
- 4月
  - 石原慎太郎、東宝映画『若い獣』[21]で監督業に初挑戦[4]。砧撮影所の助監督部会が反対[4]。
  - 4月1日 - 売春防止法施行[8]。
  - 4月2日 - 大阪・南街会館の南街ミュージック・ホールを南街シネマと改称し、再スタート[8]。
  - 4月18日 - 大阪・堺東映劇場、営業を廃止[18]。
- 5月
  - 5月1日 - 東映、回数入場券を直営劇場で販売[18]。
  - 5月14日 - 東宝・松竹両社協力して、都内の洋画チェーンを再編成する[8]。
  - 5月16日 - テレビ受信契約数が100万を突破[14][8]。
- 6月
  - MGM・ワーナー・ブラザース・日本RKOで従業員が解雇され社会問題となる[4]。
  - 6月27日
    - 映画産業振興審議会（映産振）から映画産業団体連合会（映団連）に名称変更[22][23][13]。8月14日、新発足[6]。
    - 名古屋・名宝文化劇場改装オープン[13]。
- 7月
  - 松竹大谷図書館、開館[12]。
  - 7月1日 - 東映テレビプロダクション設立[24]。邦画6社で最初にテレビ映画製作を開始[6]。翌1959年2月5日、「東映テレビ映画」と改称[6]。
  - 7月12日 - 東宝、『駅前旅館』[25]が公開され大ヒット[26]。この後、「駅前シリーズ」は全24作品のシリーズとなる[26][注 4]。
  - 7月29日 - 外国映画配給業者協会が発足[13]。12月24日、外画輸入配給協会に改称[26]。
- 8月
  - 8月26日 - 映画産業団体連合会（映団連）、政府・与党の有力者に「入場税軽減に対する陳情書」提出[6]。
  - 8月28日 - 読売テレビ（YTV）開局[13]。
- 9月
  - 9月1日 - 日活、テレビへの劇映画提供を中止、邦画6社の対応足並みが揃う[6]。
  - 9月11日 - 東宝、大宝芸能設立[13]。
- 10月
  - 東京放送テレビ、橋本忍脚本『私は貝になりたい』を放映、大反響を呼ぶ[14]。
  - 東映初のテレビ映画『風小僧』を制作開始[27][28][29]。邦画6社中、東映が1番手となった『風小僧』は西日本テレビで12月2日から放送開始[30]。
  - 10月22日 - 東映、日本初の長編カラーアニメ映画『白蛇伝』（東映動画）[31]を公開[4][28][注 5]。
- 11月
  - 黒澤明監督と製作担当・藤本真澄は『隠し砦の三悪人』の予算超過のため、東宝に進退伺いを提出[4]。12月、皮肉なことに映画は大ヒット[4]。
  - 11月13日 - 東映と朝日新聞社の共同出資で朝日テレビ・ニュース社設立[18][26]。
  - 11月22日 - 関西テレビ（KTY）開局[26]。
  - 11月30日 - 通産省から映画白書が発表される[12][26]。
- 12月
  - 12月10日 - ビデオテープ国産化[14]。
  - 12月18日 - テアトル東京が東宝の直営映画館になる[26]。

## 周年
- 創立35周年
  - ウォルト・ディズニー・プロダクション

## 日本の映画興行
- 入場料金（大人）
  - 160円（東京の邦画封切館）[32]
  - 109円（統計局『小売物価統計調査（動向編） 調査結果』[33]銘柄符号 9341「映画観覧料」）[34]
- 入場者数 11億2745万人[35] - 史上最高の映画人口を記録、年間映画観覧回数は国民1人当り12.3回[2]。この年の11億人をピークに映画人口は減少に転じる[36]。
- 興行収入 723億4600万円[35]

| 配給会社 | 年間配給収入 (単位：百万円) | 前年対比 |
| -------- | --------------------------- | -------- |
| 松竹     | 4,878                       | 102.1%   |
| 東宝     | 4,893                       | 105.7%   |
| 大映     | 5,340                       | 111.4%   |
| 新東宝   | 1,968                       | 093.3%   |
| 東映     | 7,910                       | 115.6%   |
| 日活     | 4,970                       | 136.1%   |

出典: 東宝 編『東宝75年のあゆみ 1932 - 2007 資料編』（PDF）東宝、2010年4月、48頁。

## 各国ランキング

### 日本配給収入ランキング
| 順位 | 題名                      | 配給 | 配給収入    |
| ---- | ------------------------- | ---- | ----------- |
| 1    | 忠臣蔵                    | 大映 | 4億1033万円 |
| 2    | 陽のあたる坂道            | 日活 | 4億0071万円 |
| 3    | 紅の翼                    | 日活 | 3億6495万円 |
| 4    | 忠臣蔵 櫻花の巻・菊花の巻 | 東映 | 3億6122万円 |
| 5    | 隠し砦の三悪人            | 東宝 | 3億4264万円 |
| 6    | 明日は明日の風が吹く      | 日活 | 3億2150万円 |
| 7    | 風速40米                  | 日活 | 3億1809万円 |
| 8    | 日蓮と蒙古大襲来          | 大映 | 3億0512万円 |
| 9    | 人間の條件 第一・二部     | 松竹 | 3億0404万円 |
| 10   | 彼岸花                    | 松竹 | 2億9422万円 |

出典:『キネマ旬報ベスト・テン85回全史 1924-2011』キネマ旬報社〈キネマ旬報ムック〉、2012年5月、148頁。ISBN 978-4873767550。
| 順位 | 題名                 | 製作国                            | 配給              | 配給収入    |
| ---- | -------------------- | --------------------------------- | ----------------- | ----------- |
| 1    | 十戒                 | アメリカ合衆国の旗                | パラマウント映画  | 3億5500万円 |
| 2    | ヴァイキング         | アメリカ合衆国の旗                | 松竹              | 1億4639万円 |
| 3    | 大いなる西部         | アメリカ合衆国の旗                | 松竹=ユナイト映画 | 1億4553万円 |
| 4    | 野ばら               | 西ドイツの旗                      | 東和              | 1億4542万円 |
| 5    | 愛情の花咲く樹       | アメリカ合衆国の旗                | MGM               | 1億2811万円 |
| 6    | 眼下の敵             | アメリカ合衆国の旗 · 西ドイツの旗 | 20世紀フォックス  | 1億1542万円 |
| 7    | 百獣の王ライオン     | アメリカ合衆国の旗                | 大映              | 1億1387万円 |
| 8    | 若き獅子たち         | アメリカ合衆国の旗                | 20世紀フォックス  | 1億1218万円 |
| 9    | 武器よさらば         | アメリカ合衆国の旗                | 20世紀フォックス  | 1億0244万円 |
| 10   | ゴーストタウンの決斗 | アメリカ合衆国の旗                | MGM               | 9797万円    |

出典:『キネマ旬報ベスト・テン85回全史 1924-2011』キネマ旬報社〈キネマ旬報ムック〉、2012年5月、149頁。ISBN 978-4873767550。

## 受賞
- 第31回アカデミー賞
  - 作品賞 - 『恋の手ほどき』 - メトロ・ゴールドウィン・メイヤー
  - 監督賞 - ヴィンセント・ミネリ - 『恋の手ほどき』
  - 主演男優賞 - デヴィッド・ニーヴン - 『旅路』
  - 主演女優賞 - スーザン・ヘイワード - 『私は死にたくない』
  - 助演男優賞 - バール・アイヴス - 『大いなる西部』
  - 助演女優賞 - ウェンディ・ヒラー - 『旅路』
  - 外国語映画賞 - 『ぼくの伯父さん』 - ジャック・タチ監督、 フランス
- 第16回ゴールデングローブ賞
  - 作品賞 (ドラマ部門) - 『手錠のまゝの脱獄』
  - 主演男優賞 (ドラマ部門) - デヴィッド・ニーヴン - 『旅路』
  - 主演女優賞 (ドラマ部門) - スーザン・ヘイワード - 『私は死にたくない』
  - 作品賞 (ミュージカル・コメディ部門) - 『恋の手ほどき』
  - 主演男優賞 (ミュージカル・コメディ部門) - ダニー・ケイ - 『ダニー・ケイの戦場のドン・キホーテ』
  - 主演女優賞 (ミュージカル・コメディ部門) - ロザリンド・ラッセル - 『メイム叔母さん』
  - 監督賞 - ヴィンセント・ミネリ - 『恋の手ほどき』
- 第24回ニューヨーク映画批評家協会賞
  - 作品賞 - 『手錠のまゝの脱獄』
- 第11回カンヌ国際映画祭
  - パルム・ドール - 『戦争と貞操』 - ミハイル・カラトーゾフ監督、 ソビエト連邦
- 第19回ヴェネツィア国際映画祭
  - 金獅子賞 - 『無法松の一生』 - 稲垣浩監督、 日本
- 第8回ベルリン国際映画祭
  - 金熊賞 - 『野いちご』 - イングマール・ベルイマン監督、 スウェーデン
- 第9回ブルーリボン賞
  - 作品賞 - 『隠し砦の三悪人』
  - 主演男優賞 - 市川雷蔵（『炎上』『弁天小僧』）
  - 主演女優賞 - 山本富士子（『白鷺』『彼岸花』）
  - 監督賞 -   田坂具隆（『陽のあたる坂道』）
- 第32回キネマ旬報ベスト・テン
  - 外国映画第1位 - 『大いなる西部』
  - 日本映画第1位 - 『楢山節考』
- 第13回毎日映画コンクール
  - 日本映画大賞 - 『楢山節考』
- 第13回文部省芸術祭賞
  - 映画部門（日本劇映画） - 『彼岸花』
  - 映画部門（日本記録映画）
    - 『富士』[41]
    - 『法隆寺』[42]

  - 映画部門（外国映画）- 『老人と海』[43][44]

## 生誕
- 1月4日 - ジュリアン・サンズ、 イングランド、俳優
- 1月8日 - 佐々部清、 日本、監督
- 1月25日 - ダイナ・マノフ、 アメリカ合衆国、女優・監督
- 2月1日 - 堀川りょう、 日本、声優
- 2月18日 - 松原千明、 日本、女優
- 2月23日 - ペルニラ・アウグスト、 スウェーデン、女優
- 3月3日 - ミランダ・リチャードソン、 イングランド、女優
- 3月7日 - ドナ・マーフィ、 アメリカ合衆国、女優・歌手
- 3月10日 - シャロン・ストーン、 アメリカ合衆国、女優・プロデューサー
- 3月20日 - ホリー・ハンター、 アメリカ合衆国、女優
- 3月21日 - ゲイリー・オールドマン、 イングランド、俳優・映画作家
- 4月3日 - アレック・ボールドウィン、 アメリカ合衆国、俳優
- 4月13日 - 萬田久子、 日本、女優
- 4月21日 - アンディ・マクダウェル、 アメリカ合衆国、女優
- 4月21日 - 君塚良一、 日本、脚本家
- 4月29日 - ミシェル・ファイファー、 アメリカ合衆国、女優
- 5月29日 - アネット・ベニング、 アメリカ合衆国、女優
- 6月22日 - ブルース・キャンベル、 アメリカ合衆国、俳優・監督
- 7月8日 - ケヴィン・ベーコン、 アメリカ合衆国、俳優
- 7月10日 - 布施博、 日本、俳優
- 8月12日 - 陣内孝則、 日本、俳優
- 8月16日 - マドンナ、 アメリカ合衆国、ポップ歌手・女優
- 8月16日 - アンジェラ・バセット、 アメリカ合衆国、女優
- 8月18日 - マデリーン・ストウ、 アメリカ合衆国、女優
- 8月24日 - スティーヴ・グッテンバーグ、 アメリカ合衆国、俳優・コメディアン
- 8月25日 - ティム・バートン、 アメリカ合衆国、監督・プロデューサー・脚本家
- 9月10日 - クリス・コロンバス、 アメリカ合衆国、監督・プロデューサー・脚本家
- 9月16日 - ジェニファー・ティリー、 カナダ アメリカ合衆国、女優
- 10月6日 - マイケル・パレ、 アメリカ合衆国、俳優
- 10月16日 - ティム・ロビンス、 アメリカ合衆国、俳優・脚本家・プロデューサー・監督
- 10月20日 - ヴィゴ・モーテンセン、 アメリカ合衆国、俳優
- 10月26日 - リタ・ウィルソン、 アメリカ合衆国、女優・プロデューサー
- 11月16日 - マーグ・ヘルゲンバーガー、 アメリカ合衆国、女優
- 11月17日 - メアリー・エリザベス・マストラントニオ、 アメリカ合衆国、歌手・女優
- 11月22日 - ジェイミー・リー・カーティス、 アメリカ合衆国、女優
- 12月11日 - 宮崎美子、 日本、女優
- 12月13日 - 樋口可南子、 日本、女優

## 死去
| 日付 | 日付 | 名前                     | 国籍               | 年齢 | 職業                                                 |
| 1月  | 11日 | エドナ・パーヴァイアンス | アメリカ合衆国の旗 | 62   | 女優                                                 |
| 1月  | 13日 | ジェシー・L・ラスキー    | アメリカ合衆国の旗 | 77   | 映画プロデューサー                                   |
| 2月  | 27日 | ハリー・コーン           | アメリカ合衆国の旗 | 66   | CBC映画販売社（コロンビア ピクチャーズ）の共同設立者 |
| 3月  | 22日 | マイク・トッド           | アメリカ合衆国の旗 | 48   | プロデューサー                                       |
| 4月  | 15日 | エステル・テイラー       | アメリカ合衆国の旗 | 63   | 女優                                                 |
| 5月  | 19日 | ロナルド・コールマン     | イギリスの旗       | 67   | 女優                                                 |
| 8月  | 22日 | テッド・シアーズ         | アメリカ合衆国の旗 | 58   | 脚本家                                               |
| 10月 | 4日  | イダ・ヴュスト           | ドイツの旗         | 74   | 女優                                                 |
| 10月 | 11日 | タイロン・パワー         | アメリカ合衆国の旗 | 44   | 俳優                                                 |

## 映画デビュー
- クラウディア・カルディナーレ
- ジャック・ニコルソン
- スザンヌ・プレシェット
- クリストファー・プラマー
- ヴァネッサ・レッドグレイヴ
- オリヴァー・リード
- マギー・スミス